# De opkopers
De opkopers is een voormalige Vlaamse televisieserie voor de jeugd, onder regie van Mita Bergé en Gie Lavigne, die van 1977 tot 1983 te zien was op de toenmalige BRT (tegenwoordig VRT). De producer was Bob Davidse. De opnamen vonden plaats in Studio Nauwelaerts in Bonheiden en op locatie in de Westhoek.

## Verhaal
De serie vertelt de avonturen van de opkoper Anton Tieck (Jaak Van Hombeek) en zijn hulpje, de oud-matroos Pol (Paul Ricour). Deze avonturen speelden zich 92 afleveringen lang af in de opkoperszaak van Anton Tieck, maar de laatste acht afleveringen vormden een soort vervolgverhaal dat op locatie gefilmd werd in de Westhoek. De humor was vaak gebaseerd op het belachelijk maken van nieuwe ideeën.
Nadat Anton Tieck in de 100e aflevering een schat heeft gevonden, stopt hij als opkoper. Pol zit nu opnieuw zonder werk. Hij zou hierna opduiken in de jeugdserie Merlina waar hij werk vond bij detectivebureau Merlina.

## Personages en rolverdeling
- Polycarpus Tack, ook Pol de matroos genoemd, uit het spelprogramma Drie Maal is Scheepsrecht is het leven op zee moe. Op zoek naar werk komt hij terecht bij het opkopersbedrijf van Anton Tieck. Acteur: Paul Ricour.
- Anton Tieck, opkoper en baas van Pol. Acteur: Jaak Van Hombeek.
- Agent Boeykens, een plaatselijke agent en gek figuur die later in de serie Merlina als detective Boeykens weer opduikt. Acteur: Ronny Waterschoot
- Fien, buurvrouw. Actrice: Paula Sleyp.
- Frans/butler, wil rijk worden door de plannen van de opkopers af te luisteren. Acteur: Frans Van der Aa
- De nichtjes van Anton. Telkens als een actrice wegviel, bijvoorbeeld door zwangerschap, werd die vervangen door een andere actrice en werd een ander nichtje opgevoerd. (onder andere Marleen Maes speelde een van die nichtjes).

### Gastrollen
Gastrollen waren er voor onder andere Marc Sleen, Willy Vandersteen, John Massis.

## Trivia
- De naam "Anton Tieck" is een verwijzing naar illustrator Anton Pieck.[bron?], evenals een verwijzing naar "antiek", de rol die de opkopers hebben.